# Ba' al Zebub

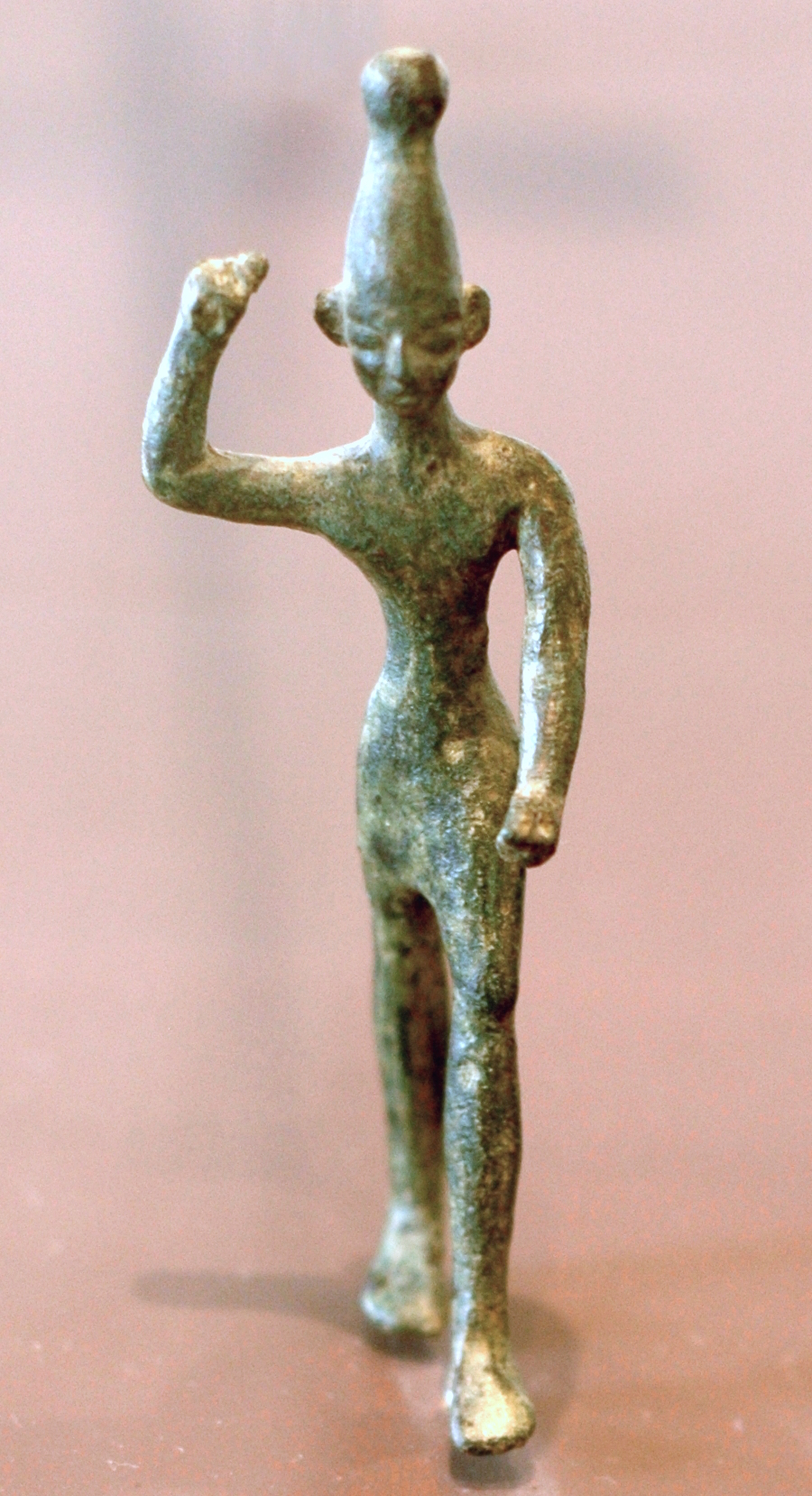
Statuina di Ba'al trovata ad Ugarit, oggi al museo del Louvre di Parigi.

Ba' al Zebub o Baʿal zĕbūl (in ebraico: בעל זבוב, Signore delle mosche ) era una divinità di Ekron, città di Filistei. Beelzebub (pron. be-elzebùb, AFI: /beelʣeˈbub/), italianizzato come Belzebù (/belʣeˈbu/), è il nome che la Vulgata assegna alla divinità filistea.
Nel Secondo libro dei Re, Ba' al Zebub appare come divinità invocata dal re d'Israele Acazia, malato, per sapere se sarebbe guarito, suscitando l'ira e la maledizione del profeta Elia. Di questo demone non è noto nulla, all'infuori di quanto ne scrive la Bibbia.

## Carattere
Due interpretazioni del carattere della divinità — non necessariamente in contrasto — sono presenti nella letteratura biblica. In una prima interpretazione, si tratta di un dio che controlla la Porta verso l'Oltretomba e che quindi deve avere potere sulla vita e sulla morte, ovvero sulla guarigione o la morte di malattia, come attesta il suo carattere filisteo di dio guaritore/portatore di malattie.

### Signore delle mosche
Ba' al Zebub potrebbe essere il vero titolo del dio, in quanto interpretabile come "Signore delle mosche", ossia delle malattie e della salute; un carattere simile al mesopotamico Nintu con le mosche. Karl Arvid Tångberg ipotizzò che il nome Baʿal Zebūb potesse avere il significato di "[Statua] di Ba'al con [ornamenti] di mosche", «alla stessa stregua quindi della creatura mesopotamica "Nintu con le mosche"» chiosava Wolfgang Herrmann, dell'Università di Stoccarda. Friedrich W. A. Baethgen, in Beiträge zur semitischen Religionsgeschichte, ipotizzò che le mosche — che si manifestano nella stagione estiva — fossero simboli del calore solare col quale Baal è in stretta relazione, fossero da ritenere animali sacri. Ciò viene comparato in Dictionary of Deities and Demons in the Bible (DDD) coll'epiteto attribuito dai greci a Zeus (oltre che ad Eracle), in quanto guaritore ossia ὰπόμυιος (àpómuios; Pausania, Graeciae Descriptio V 14,1) «che caccia (ὰπό, àpó allontana da, separa da) le mosche»; oltre che la conoscenza in Arcadia ed Elide d'un ἤρως μυιαγρος (heros muiagros; Pausania VIII 26,7: concernente principalmente l'allontanamento delle mosche tramite sacrifici, e Plinio), divinità che distruggeva le mosche.
Questo carattere di divinità capace di mandare, e quindi sanare, le infermità, spiegherebbe, secondo questa interpretazione, il motivo per cui il re d'Israele Acazia si fosse rivolto a Baal-Zebub anziché a Yahweh.
Nel Secondo libro dei Re 1,2 è riportato:
(Secondo libro dei Re, I,2)

### Signore della Soglia
Giovanni Garbini identifica questa divinità, sulla scorta del biblista Thomas Kelly Cheyne, con un Ba' al Zəbûl, Il signore della Soglia (dell'Aldilà), che la Bibbia nomina spesso spregiativamente, con un gioco di parole, come Ba' al Zebub, "Il signore delle mosche". Nella prima cultura ebraica le mosche sono viste come qualcosa di fastidioso, al posto del nome autentico di Baʿal zĕbūl, bʿl zbl, ossia "Baal il principe" (signore/principe Baal, dall'accadico zbl, "principe") dio ctonio in grado di aiutare in casi di malattie:
(Frederick Fyvie Bruce. Baal-Zebul, Beelzebul, in Da Grosse Bibellexikon (a cura di H. Burkhardt, F. Grünzweig, F. Laubach e G. Maier). Wuppertal e Zurigo, R. Brockhaus Verlag, 1989. Trad. it. Nuovo dizionario illustrato della Bibbia. Casale Monferrato, Piemme, 2005, pag. 121)
Nella versione greca dell'Antico Testamento, la Septuaginta, il nome ebraico del dio di Ekron, בעל זבוב (Baʿal zĕbūb, "Baal di ciò che vola") è reso come βααλ μυιαν (Baal muian, "Baal delle mosche"), mentre nella versione greca dei vangeli il nome del principe dei demòni è βεελζεβοὺλ (Beelzeboul).
La variante Baalzebul del nome è in effetti ampiamente attestata nella letteratura antica, ivi compreso il testo greco del Vangelo, e in Lingua ugaritica è attestato un'espressione zbl b'l col significato di "signore della terra".  Viene attribuita al "principe" dei demòni citato nei vangeli, ad esempio nel Vangelo secondo Matteo 12,24:
(Vangelo secondo Matteo, XII, 24)

## Da Ba' al Zebul a Belzebù

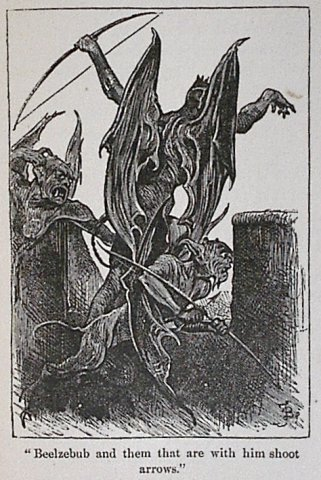
Un'illustrazione dell'edizione di Henry Altemus del The Pilgrim's Progress di John Bunyan, pubblicato nel 1678

Con il nome biblico Ba' al Zebub è entrato nella cultura cristiano-occidentale ed islamica come entità diabolica suprema: Beelzebub, uno dei "sette prìncipi dell'Inferno", ed è spesso identificato dalla tradizione cristiana con Satana, ovverosia "Avversario" in ebraico.

## Sviluppo successivo
Tenendo presente che Beelzebub/Beelzebul inteso come "demonio" è, fin dalle origini, esclusivo della letteratura cristiana, la sua presenza, in questa qualità, la si riscontra anche nella successiva cultura religiosa ebraica aschenazita tardo medievale ma sempre come frutto di una influenza della demonologia cristiana.

## Nella cultura di massa
Nella webserie animata Helluva Boss, Beelzebub è una dei sette peccati capitali, personificazione della gola; è femmina ed è una volpe alata estroversa e amante delle feste. Come gli altri peccati, è tra gli esseri più forti dell'Inferno, nonostante differisca completamente dall'aspetto descritto nel Secondo libro dei Re.
Nel videogame 
The Binding of Isaac Beelzebub è una delle varie trasformazioni ottenibili da Isaac.
Nella canzone Bohemian Rhapsody in cui viene citato dal frontman dei Queen Freddie Mercury 
Nella serie di Netflix "Exploding Kittens" Beelzebub è rappresentata come protagonista/antagonista che, come Dio, è stata trasformata in gatto e mandata sulla terra per interagire con gli essere umani come conseguenza del suo pessimo andamento come CEO dell'Inferno. Nella serie, Beelzebub è figlia di Satana e un'umana.
Appare inoltre nella serie anime di netflix Record of Ragnarok dove svolge la funzione di antagonista.